# NGC 5199
NGC 5199 ist eine 13,7 mag helle linsenförmige Galaxie vom Hubble-Typ S0 im Sternbild der Jagdhunde und etwa 323 Millionen Lichtjahre von der Milchstraße entfernt.
Sie wurde am 1. Mai 1785 von Wilhelm Herschel mit einem 18,7-Zoll-Spiegelteleskop entdeckt, der sie dabei mit „vF, vS, lE“ beschrieb.